# 与板駅
与板駅（よいたえき）は、かつて新潟県三島郡与板町（現：長岡市）に所在した越後交通長岡線の駅（廃駅）である。

## 駅構造
地上駅。

## 歴史
1915年（大正4年）長岡鉄道開業の際に与板町の中心駅として開業。当初は町中心部の三島郡役所・与板町役場周辺に設置される予定であったが架線以外の用地買収が困難であった事から実現せず、結局町の北端である本与板地区に設置された。この為、町の南部の利用者にとっては不便極まりない状況であった事から1928年（昭和3年）南部の上与板地区に上与板駅が開業。利用状況は大幅に改善した。交換設備があった事から与板町に於ける貨物輸送の中心も担っていた。
- 1915年（大正4年）10月7日 当駅 - 大河津 - 寺泊間開業に伴い、長岡鉄道の駅として開業。当初は起点駅。
- 1916年（大正5年）1月5日 西長岡 - 当駅間が延伸開業。
- 1951年（昭和26年）12月1日 西長岡 - 寺泊間電化。
- 1960年（昭和35年）10月1日 越後交通が発足し、同社の長岡線の駅となる。
- 1975年（昭和50年）4月1日 越後関原 - 大河津間廃線に伴い、駅廃止。

## 駅周辺
駅は町の北端に所在して中心部から離れていた。周辺は田畑が広がり住宅は少なく、公的機関や商店街が駅前に形成されるには至らなかった。この立地条件は廃線を早める要因の一つとなった。

## 駅跡地
旧駅舎は運送会社の事務所として使用されており、越後交通のバス定期乗車券・回数乗車券の販売を取り扱っている。また敷地の一部は越後交通のバス発着場や運送会社の駐車場として利用されている。駅構内の中央付近は一時テニスコートとなったが、その後コンクリートで埋められた。

## 隣の駅
越後交通
長岡線
上与板駅 - 与板駅 - 岩方駅